# Драгоша
Драгоша (рум. Dragoșa) — село у повіті Сучава в Румунії. Входить до складу комуни Фрумосу.
Село розташоване на відстані 358 км на північ від Бухареста, 46 км на захід від Сучави.

## Населення
За даними перепису населення 2002 року у селі проживали 427 осіб, з них 425 осіб (99,5%) румунів. Рідною мовою 425 осіб (99,5%) назвали румунську.